# KNM-ER 1805
KNM-ER 1805 es el número de catálogo dado a varias piezas de un cráneo fosilizado de la especie Homo habilis. Fue descubierto en Koobi Fora (Kenia) en 1973 por Paul Abell.
Se estima en 1 700 000 años su antigüedad.
Debido a su carácter incompleto que ha sido objeto de debate en cuanto a su clasificación. Se clasificó originalmente como Homo erectus, pero debido a la proyección de la cara y la forma del cráneo, ahora se clasifica generalmente como H. habilis.
La capacidad cerebral es de alrededor de 582 cm³.